# Holden Village
Holden Village ist ein ganzjährig betriebenes evangelisch-lutherisches christliches Zentrum in der Nördlichen Kaskadenkette im US-Bundesstaat Washington. Früher der Ort einer der größten Kupfer-Minen der Welt, der Holden Mine, kann Holden heute nur über eine Personen-Fähre über den Lake Chelan, die Lady of the Lake, oder über Wanderwege der Kaskadenkette erreicht werden. Holden Village ist das größte spirituelle Zentrum der Vereinigten Staaten, das mit einer Sondergenehmigung des Forest Service, einer Behörde des US-Landwirtschaftsministeriums, betrieben wird.

## Geographie
Holden Village liegt in der Kaskadenkette in Washington, innerhalb des Wenatchee National Forest. Da es für Autofahrer unerreichbar ist, nehmen Besucher (Freiwillige, Gäste und Wanderer) normalerweise eine Fähre, die den Lake Chelan von Chelan oder Fields Point Landing aus hinauffährt nach Lucerne. Von dort aus benutzen sie weiter einen Ortsbus, der sie über eine unbefestigte Straße mit zwölf Serpentinen etwa 18 km weit nach Holden Village bringt. Die Angestellten und Gäste von Holden begrüßen die ankommenden Busse mit Applaus. Es ist aber auch möglich, Holden Village über eine Vielzahl von Wanderrouten zu erreichen.

## Geschichte

### Bergbau-Ära (1896–1957)
1896 steckte James Henry Holden seinen ersten Claim im Gebiet ab, woraus später Holden Village entstand. Aufgrund der Kosten und Schwierigkeiten des Kupfer-Transports aus der isolierten Mine, entfaltete das Unternehmen jedoch bis 1937 nicht seine volle Produktivität. Ab 1938 begann die Mine Gewinn abzuwerfen und erzeugte etwa 1.800 Tonnen Kupfererz pro Tag. Mit dem Erfolg der Mine begannen sich Bergleute und ihre Familien anzusiedeln, die sich noch von der Großen Depression erholten. Die Howe Sound Company, die damals die Mine besaß, baute bald nach dem Aufschwung, den die Mine nahm, eine Ortschaft nördlich des Railroad Creek. Die Ortschaft Holden (Washington) bestand aus einer Anzahl Unterkünfte, einer Sporthalle, einer Bowlingbahn, einer Kantine, einer Schule, einem Hospital und anderen Einrichtungen. Westlich der Ortschaft befand sich ein Flecken mit kleineren Häusern, die für Bergarbeiter mit Familien gedacht waren.
Die Holden Mine und die Stadt Holden florierten viele Jahre ungeachtet der Isolation. Nach dem Zweiten Weltkrieg fielen jedoch die Preise für Metalle und die Lager die Mine begannen zu schwinden. Die Mine wurde 1957 geschlossen.

### Holden Village (1957-heute)
Nach der Schließung der Mine 1957 suchte die Howe Sound Company nach einem Käufer der Holden Mine und der Ortschaft. Mit einer Preisforderung von 100.000 US$ konnte die abgelegene Liegenschaft nicht verkauft werden. Wes Prieb vom Lutheran Bible Institute (heute als Trinity Lutheran College in Washington bekannt) sah Potenzial für ein spirituelles Zentrum an der alten Mine. Zuerst fragte er bei der Howe Sound Company nach einer Stiftung der Liegenschaft für die Lutherische Kirche an. Die Firma lehnte zunächst ab, verkaufte jedoch schließlich die Ortschaft für einen Dollar.
Der Kauf der Mine und der Gebäude bescherte dem Lutheran Bible Institute zunächst viele Probleme. Die Liegenschaften waren veraltet und viele Jahre vernachlässigt worden. Viele waren in der Substanz unsicher geworden; der Überrest entsprach nicht modernen Gebäudestandards. Mit der Hilfe eines Freiwilligen-Heeres restaurierte und erneuerte das Lutheran Bible Institute viele der Gebäude erfolgreich. Das Village begann bald darauf als sommerliches spirituelles Zentrum zu arbeiten. Ursprünglich war nur ein ausschließlich im Sommer genutztes Zentrum beabsichtigt; in den ersten Wintern verblieb nur eine Handvoll Angestellter dort. Die infrastrukturellen Erfordernisse und die Schönheit der Umgebung von Holden Village auch im Winter führten jedoch zum Ausbau zu einem ganzjährig genutzten Zentrum.

### Sanierung der Mine
Die Holden Mine der Howe Sound Company war durch geringe Kosten des Vor-Ort-Betriebes teilweise profitabel. Das geringhaltige Kupfererz zum Beispiel wurde zunächst konzentriert und die Rückstände der Aufbereitung wurden nahe dem Minen-Ausgang auf vielen Hektar Feuchtgebieten deponiert. Obwohl diese Praxis zu jener Zeit nicht unüblich war, beeinflusste sie doch drei abgelegene und sonst unberührte durch Bundesgesetz ausgewiesene Wildnisgebiete (Das Glacier Peak Wilderness Area). Moderne Restriktionen traten nach Aufgabe der Mine in Kraft und verboten solche Praktiken und die U.S. Environmental Protection Agency erklärte das Gebiet der Holden Mine schließlich zu einem Ort, an dem Entschädigungen für Umweltschäden verwendet werden können. Verglichen mit anderen solchen Gebieten in den Vereinigten Staaten sind die Schäden in Holden nur gering kompensiert worden, weil das Gebiet so angelegen ist. Der Railroad Creek fließt direkt unterhalb der Deponie und erfährt einen signifikanten Eintrag von Eisen, der die Biodiversität verringert und das Gewässerbett abdichtet.
Vor Realisierung einer Zwischenlösung 1989, als die Rückstands-Deponie mit Schotter abgedeckt wurde, wurde der feine Staub von Winden mit mehr als 16 km/ h aufgewirbelt und so die Luftqualität vermindert. Holden und die Partner-Agenturen haben mit gemischtem Erfolg die Abdeckung der Deponie mit Bäumen bepflanzt. Bundes- und Bundesstaats-Behörden haben gleichfalls nach Lösungen für die Kontamination des Wassers, das von der Deponie in den Railroad Creek fließt, gesucht. Die Rio Tinto Group wurde von der EPA als potenziell verantwortliche Partei für die Aufbringung der Sanierungskosten identifiziert. Die Suche nach einer beidseitig akzeptablen Lösung des Problems erwies sich als langwierig und beschwerlich; doch scheint eine Einigung in Sicht. Die Verhandlungen zwischen Bundesstaat, Bundesregierung, den Vertretern von Holden Village und der Öffentlichkeit können in einem Bundesbericht eingesehen werden, einschließlich der vierzehn vorgeschlagenen alternativen Lösungen.
Die Sanierungsbemühungen fanden zwischen 2011 und 2016 statt. Im Sommer 2011 startete Holden sein Normal-Programm, aber auch die Arbeiten (mit bis zu 65 Beschäftigten) in und um das Dorf begannen. Im Sommer 2012 fortgesetzt, bereiteten diese „Early-Works“-Projekte den Weg für die „richtige“ Sanierung 2013–2015. Während dieser Jahre erfuhr Holden Village Änderungen seines Programms, weil mehr als 200 Bauarbeiter, die in Schichten rund um die Uhr arbeiteten, untergebracht und verköstigt wurden. Ende 2016 wird die Zahl der Bauarbeiter mit dem Abschluss der Arbeiten abnehmen und die Freiwilligen werden an den Renovierungsprojekten des Dorfes weiterarbeiten. Holden Village hieß schon zu Weihnachten 2016 und Neujahr 2017 Gäste willkommen und nahm den Normalbetrieb im Frühjahr 2017 auf. Es wird dann eine fünfjährige Testphase beginnen, in der die Notwendigkeit weiterer Arbeiten im Ostteil des Gebietes analysiert werden. Wenn erforderlich, wird dies auf Holden Village zur Zeit unbestimmte Auswirkungen haben.

## Holden Village heute
Heute arbeitet Holden Village als ganzjährig betriebenes spirituelles Zentrum. Die Arbeit beruht weitgehend auf Freiwilligen für die täglichen Verrichtungen. Das Zentrum respektiert und beherbergt Menschen aller Glaubensrichtungen und Herkünfte als Teil der Gemeinschaft. Holden Village wird während der Sommermonate von Besuchern und ihren Familien überflutet, die wenige Tage, eine Woche oder einen Monat bleiben. Das Zentrum veranstaltet im Sommer ein breit gefächertes Programm mit Veranstaltungen zu Wissenschaft, Theologie, Kunst und Philosophie für alle Altersklassen. Die Winter im Zentrum sind viel ruhiger, obwohl es ein beliebtes Ziel für die Weihnachtsfeiertage und den Jahreswechsel ist. In Holden Village fallen große Mengen Schnee (im Schnitt über 6,6 m), so dass Schneeschuh-Laufen und Querfeldein-Skifahren beliebte Aktivitäten sind.

### Verkehr

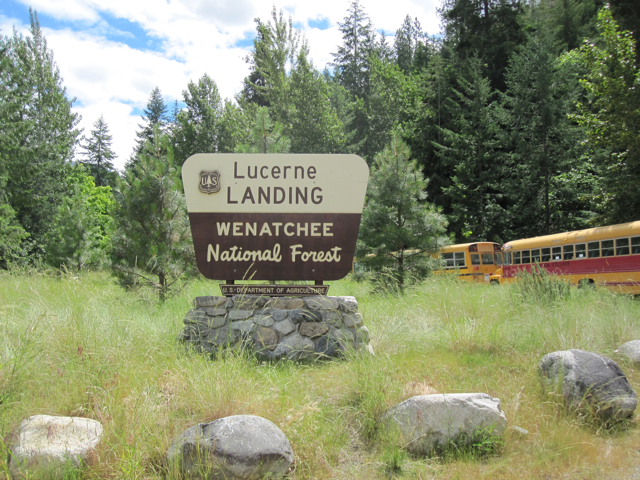
Der Anblick für Besucher, die in Lucerne die Lady of the Lake verlassen

Holden Village bleibt auch heutzutage nahezu isoliert wie zu seinen Gründungszeiten; es ist nach wie vor nicht möglich, den Ort nur per Auto zu erreichen. Busse verlassen morgens Holden Village und stürzen die tückischen Serpentinen hinab. Die Anlegestelle am Lake Chelan, die mit Holden Village verbunden ist, nennt sich Lucerne; hier treffen die Busse auf die täglich ankommenden und abfahrenden Boote. Die Chelan Boat Company, ansässig in Chelan (Washington), betreibt zwei Boote (die Lady of the Lake II und die Lady Express) als Zubringer zum Zentrum. Diese Boote befördern Passagiere den See hinauf und herunter; sie stoppen an der Hotelstadt Stehekin, an Wanderwegen, Personal-Unterkünften und in Luzern, wohin sie die Besucher von Holden Village bringen. Obwohl einige Besucher des Zentrums ihre Autos in Chelan zurücklassen und die Fähre ab Chelan Boat Dock nehmen, fahren andere den Weg am See entlang bis zum großen Parkplatz am Field’s Point Landing nahe dem Twenty-Five Mile Creek State Park. Holden Village betreibt ein Bed and Breakfast einige Meilen vom Field’s Point entfernt, das meistens die Zentrums-Besucher versorgt, die diesen Landeplatz benutzen.

### Wandern
Neben den Tageswanderungen in den das Zentrum umgebenden Bergen können Langstreckenwanderer den Ort über verschiedene Routen erreichen.
- Die wichtigste und beliebteste Tour startet am Einstieg zum Phelps Creek Trail nahe dem Ende der Chiwawa River Road. Die Route verläuft meist eben über 8 km, steigt dann rasch über den Spider Glacier zur Spider Gap an und wendet sich dann abwärts zu den Lyman Lakes (etwa 9,6 km westlich von Holden), von wo schließlich ein gut markierter Pfad nach Holden entlang dem Railroad Creek am Hart Lake vorbei führt.[16][17]
- Wanderer, die von der Westseite der Berge kommen, können Holden über einen 23 km langen Weg den Suiattle River Trail aufwärts und den Pacific Crest Trail zum Suiattle Pass erreichen; sie müssen nur einen 3,2 km langen Abstecher zu den Lyman Lakes über den Cloudy Pass machen.[18]
- Holden war früher von Stehekin aus über indirekte Wege am Devore Creek und Hilgard Pass erreichbar,[19] aber das Wolverine Fire von 2015 hat einen Großteil des Wegesystems in der Umgebung zerstört.[20]

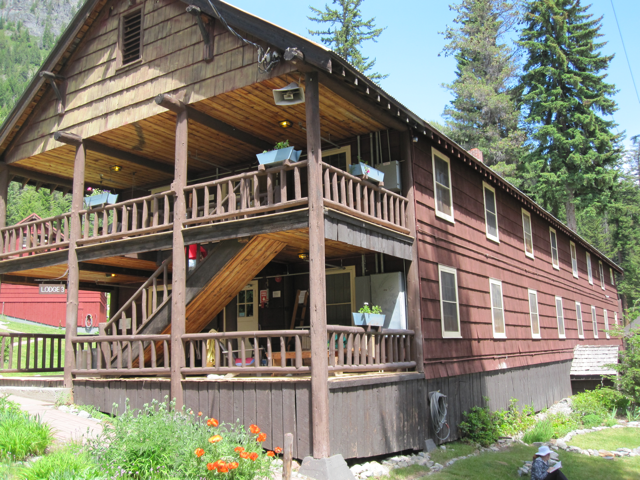
Bild der Lodge 3 im Juni 2010.

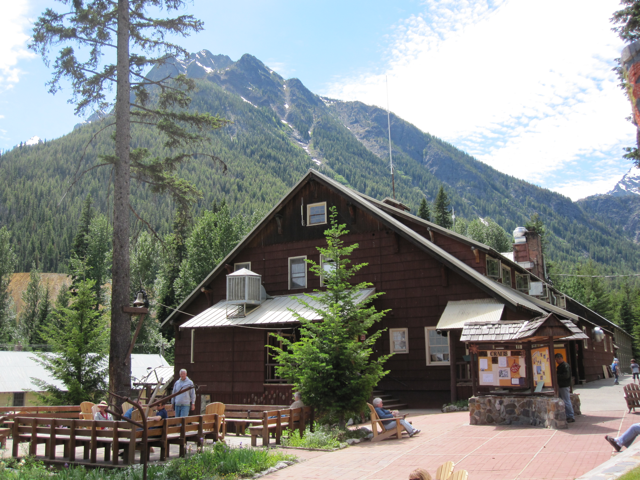
Außenansicht des Speisesaals, Juni 2010.

### Gemeinschaft
Die ganzjährig Holden Village Bewohnenden sind zum Großteil Freiwillige. Die meisten Einwohner haben spezielle Aufgaben — von Küchenhilfen und Hauswarten bis zu den Mechanikern der schweren Maschinen und Elektrikern —, welche sie das ganze Jahr über ausüben. Gemeinsames Leben ist die Regel im Zentrum; Gäste werden in die Gemeinschaft der Freiwilligen integriert. Die Familien der Einwohner leben in Chalets, manchmal mit einem anderen Paar oder einer weiteren Familie zusammen. Andere Einwohner leben in den Unterkünften zusammen, die als Logen bezeichnet werden. Die Mahlzeiten werden zu vorgegebenen Zeiten gemeinsam im Speisesaal eingenommen; Fleisch wird sehr sparsam verwendet. Während Gästen und Freiwilligen große Freiheiten bei der Gestaltung des Tagesablaufs eingeräumt werden, erwartet Holden Village als Institution das Zusammenkommen während der täglichen Abend-Vesper sowie zur Sonntags-Messe. Holden Village ist für den Holden Evening Prayer (als Vespers '86 im Zentrum bezeichnet) bekannt, eine Form traditioneller Vespern. Der Holden Evening Prayer wurde von Marty Haugen, einem profilierten Komponisten liturgischer Musik in den Vereinigten Staaten, während eine Sabbaticals im Winter 1986 komponiert.

### Domke Lake Fire (2007)

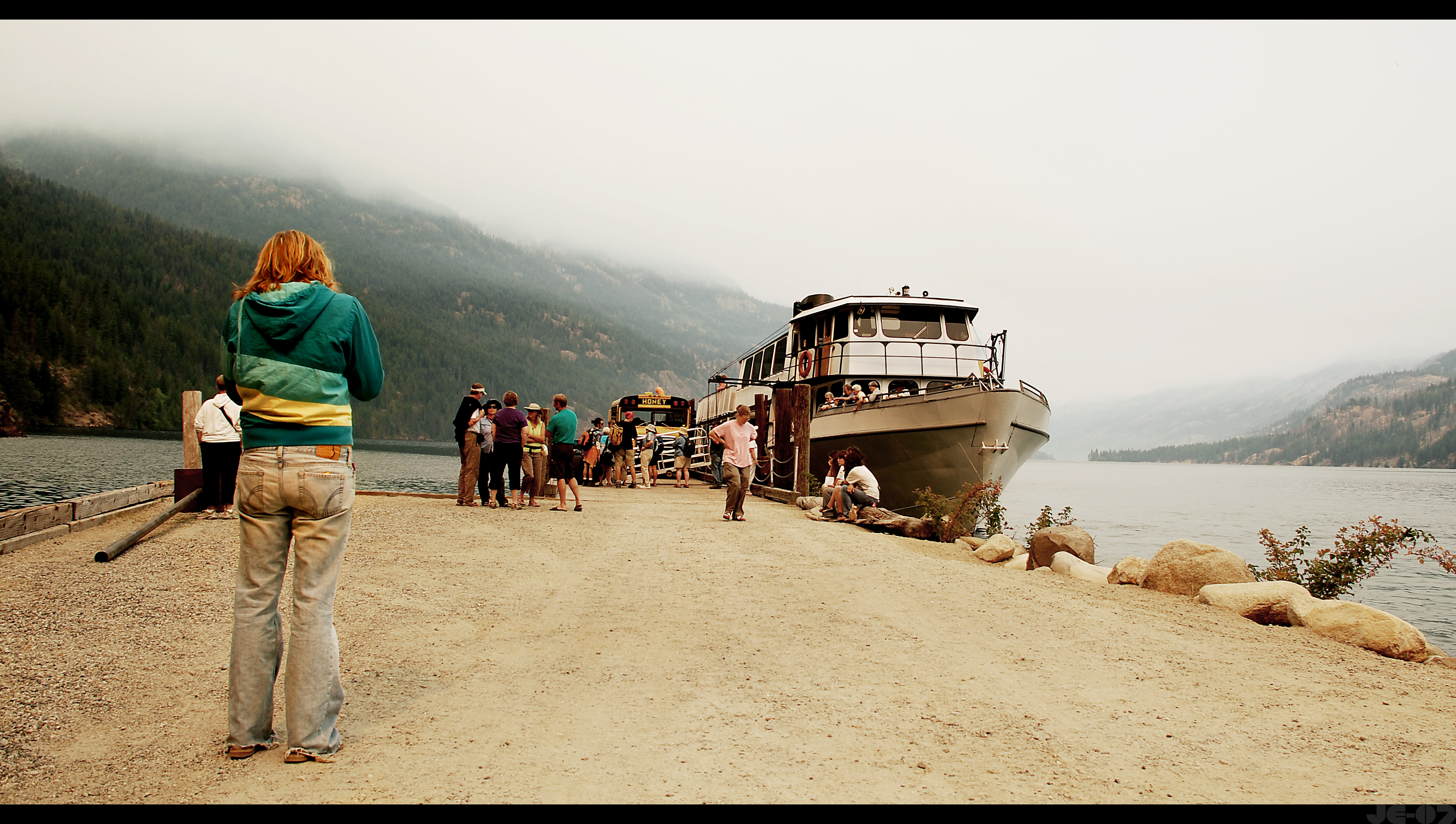
Bild von der Landestelle Lucerne während der Evakuierung des Personals von Holden Village am 14. August 2007

Im August 2007 mussten aus Holden Village etwa 300 Gäste und Angestellte evakuiert werden, weil der in der Nähe tobende Domke-Lake-Complex-Waldbrand das Zentrum bedrohte; es wurden lediglich 25 Personen zurückgelassen, um das Zentrum funktionsfähig zu halten. Während das Zentrum selbst nie direkt bedroht war, war die einzige Zufahrtsstraße in Gefahr. Während des Einsatzes bot Holden Village den Frauen und Männern der Feuerwehr-Trupps Unterkunft und Verpflegung. Sechs Wochen später, am 21. September, öffnete das Zentrum wieder für die Gäste.

### Wolverine Fire (2015)
Trockene Witterung im gesamten Bundesstaat Washington führten 2015 zu vielen verheerenden Waldbränden. Am 29. Juni 2015 verursachte ein Blitzeinschlag in Wolverine Creek einen Brand, der sich in Richtung Lucerne ausdehnte und Teil des Chelan-Complex-Brandes wurde; in dessen Verlauf wurde das Zentrum (Einwohner, Gäste und Arbeiter im Renaturierungsprojekt) am 1. und 2. August evakuiert, kurz bevor das Feuer den Zugang versperrte. Eine kleine Mannschaft von 4–5 Bewohnern blieb, um die rund um die Uhr mit Flusswasser betriebene Löschanlage zu bedienen; sie versorgten außerdem die an vorderster Front eingesetzten Feuerwehrleute in den umliegenden Bergen, schützten die Holzbauten vor glühender Asche und halfen bei der Abholzung eines Schutzringes um das Zentrum und die Renaturierungsfläche. Der Chelan-Complex-Brand weitete sich weiter in Richtung See aus, so dass auch das Holden Bed & Breakfast and Lake House am 15. August evakuiert wurde; außerdem wurden die Städte Chelan und Manson bedroht. Am 28. August hatte sich das Feuer weit genug entfernt, um einigen Angestellten die Rückkehr zu erlauben, was am 7. September allen Bewohnern möglich wurde.